# موتشنان
موتشنان (بالفارسية: موچنان) هي قرية تقع في قسم رادكان الريفي (مقاطعة تشناران) في إيران. يقدر عدد سكانها بـ 2,057 نسمة .